# Ministrowie w Rzeczypospolitej Obojga Narodów
Ministrowie w Rzeczypospolitej Obojga Narodów – grupa najwyższych urzędników w państwie. Kierowali kluczowymi dziedzinami zarządu państwem. Istniały osobne urzędy dla Korony i Wielkiego Księstwa jednak o identycznych kompetencjach w ramach każdego z państw (Korona i Litwa były prawnie dwoma osobnymi krajami).
Ministrami byli: 
- kanclerz wielki koronny i kanclerz wielki litewski
- podkanclerzy koronny i podkanclerzy litewski
- marszałek wielki koronny i marszałek wielki litewski
- marszałek nadworny koronny i marszałek nadworny litewski
- podskarbi wielki koronny i podskarbi wielki litewski.

Wszyscy wyżej wymienieni ministrowie wchodzili z racji sprawowanego urzędu do senatu.
Ministrami byli także: hetman wielki koronny i hetman wielki litewski oraz hetman polny koronny, hetman polny litewski, oraz podskarbi nadworny koronny i podskarbi nadworny litewski.
Hetmani, mimo iż byli jednymi z najważniejszych ministrów państwa, nie wchodzili z urzędu do senatu. Podobnie podskarbiowie nadworni. Zasiadali jednak prawie zawsze w senacie z racji jednoczesnego piastowania innej godności senatorskiej: wojewody lub kasztelana. 
W 1768 do senatu z urzędu weszli hetman wielki koronny i hetman wielki litewski.
W 1775 do senatu z urzędu weszli podskarbi nadworny koronny i podskarbi nadworny litewski.